# Моро, Эрнст
Эрнст Моро (нем. Ernst Moro; 8 декабря 1874, Лайбах, Герцогство Крайна — 17 апреля 1951, Гейдельберг) — австрийский педиатр и профессор педиатрии в университете Рупрехта-Карлса в Гейдельберге.

## Биография

### Грац, Вена, Мюнхен

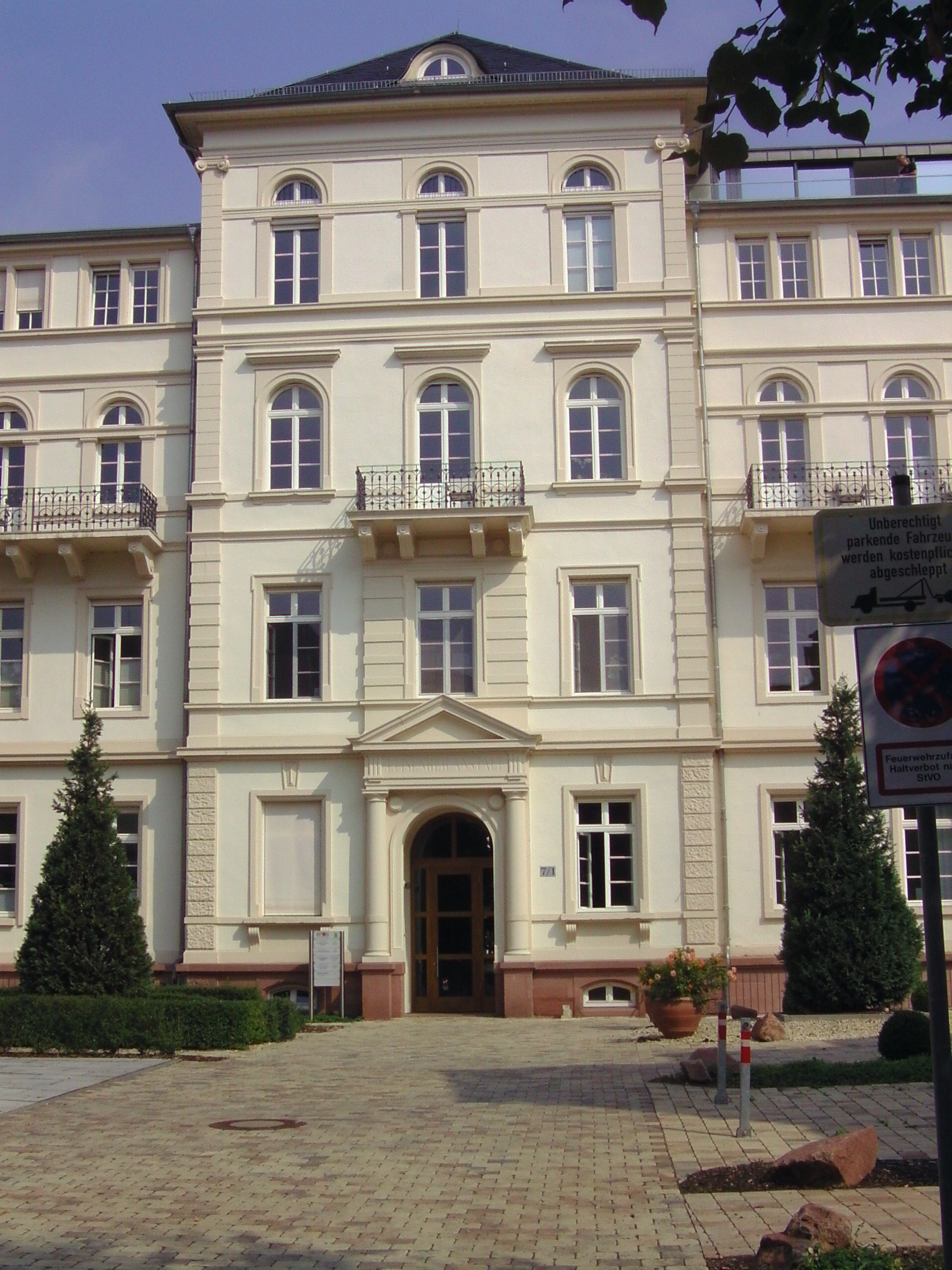
После ремонта и модернизации Luisenheilanstalt теперь является частью ATOS Praxisklinik Heidelberg.

Эрнст Моро родился младшим из восьми детей. После смерти родителей он покинул место своего рождения, Лайбах (сегодня Любляна), и переехал в Триест, где жила его сестра. Там он также сдал выпускные экзамены. Сначала он изучал биологию, а затем медицину в Университете Граца. Получил докторскую степень в 1899 году и стал ассистентом врача в детской клинике Грацского университета под руководством Теодора Эшериха. Затем последовал за Эшерихом в Вену и работал с апреля 1902 года до конца марта 1903 года помощником врача в детской больнице Святой Анны. В 1903 году основал в Вене частный «детский дом и санаторий». В 1906 году вернулся в Грац, где Мейнхард фон Пфаундлер сменил Эшериха.
В 1907 году Моро отправился в Мюнхен, куда его учитель Пфаудлер переехал годом ранее, после того как Моро закончил у него хабилитацию в педиатрии в 1906 году. Моро теперь работал частным лектором и старшим врачом в детской клинике Мюнхенского университета и принимал участие в исследованиях туберкулёза. В 1907 году он открыл чрескожную туберкулиновую пробу.

### Гейдельберг
24 января 1911 года Моро стал адъюнкт-профессором педиатрии в Гейдельбергском университете и клиническим директором детского санатория, который тогда назывался Луизенанштальте (Luisenheilanstalt, назван в честь великой герцогини Луизы фон Баден, переименован в Университетскую детскую клинику в 1923 году) как преемник Эмиля Фера. С его назначением детская поликлиника стала центром международных исследований. Моро был ответственен за многочисленные реформы, такие как введение террасы на крыше для свето- и воздушной терапии для детей. В 1912 году Моро попытался улучшить плохие финансовые условия в Луизенанштальте с помощью «Луизенбазара». В 1919 году Моро был назначен профессором кафедры педиатрии Гейдельбергского университета. Моро привёл Луизенанштальт к вершине, которая на долгие годы сделала его центром международной педиатрии. Его помощники стали признанными учёными, а слушатели его обожали. Медсестёр, прошедших домашнее обучение, с радостью принимали на работу по всему миру.
В голодные годы после Первой мировой войны Моро сообщил в Управление здравоохранения Рейха на Рождество 1920 года в рамках опроса о нехватке молока, масла и мяса в Гейдельберге. При наличии 40 детей в Луизенанштальте зарегистрировано не менее четырёх тяжелейших случаев заболевания Барлоу. Это была болезнь первых двух лет жизни с сильной склонностью к кровотечениям. Похожая ситуация была и в других городах Германии. В то время улучшить ситуацию с питанием детей, страдающих от недоедания, пытались с помощью квакерской диеты.
В 1920 году Моро отказался от приглашения в Загребский университет. Однако он переводил документы студентов-медиков из Загреба. В 1933 году он был избран членом Леопольдина. В 1936 году он по собственному желанию получил эмеритацию из-за нацистских расовых законов, поскольку его жена Грета была еврейского происхождения. Свой уход в отставку он обосновал состоянием здоровья, а Виктор фон Вайцзекер и Курт Оэме подготовили подтверждающие документы. До 1948 года Моро всё ещё вёл частную практику.
Большое взаимное уважение сформировало отношения между Моро и братством Луизенанштальта. Медсёстры остались верны ему даже после того, как он давно покинул клинику. Когда медик ушёл на пенсию, медсестры принесли ему домой торт, который они пекли каждый год в его день рождения. На похоронах в 1951 году «его» сестры выстроились в очередь у его гроба и отдали ему последние почести.

### Международная гостевая книга
Под руководством Эрнста Моро педиатрия Гейдельберга приобрела международную известность. Свидетельством тому была и гостевая книга, созданная Эрнстом Моро. В ней записаны гости со всего мира, в том числе супружеская пара Чжоу из Шанхая. Когда Моро вскоре после возвращения из санатория Бюлерхёэ, который он посещал по состоянию здоровья с ноября 1935 года до конца летнего семестра 1936 года, решил не возвращаться в клинику, он забрал эту гостевую книгу себе домой.

## Ученики
Одной из учениц Эрнста Моро была Мари Элиза Кайзер (1885—1950), основательница пунктов сбора грудного молока в Германии. Ещё одним учеником Моро был трансильванский педиатр Пол Дьёрджи. Сестра Луиса Тереза Визерт (1893—1990) была обучена Эрнстом Моро и рекомендована городу Гейдельбергу в качестве сестры по социальному обеспечению в 1916 году. Тереза Визерт поддерживала еврейские семьи во времена национал-социализма.

## Публикации
- О поведении гемолитических веществ сыворотки крови. 1908 г.
- Узловатая эритема и туберкулёз, Münchner med. Wochenschrift 21 (1913), 5 страниц.
- О влиянии сыворотки на эпителий кишечника, доклады заседаний Гейдельбергской академии наук, Math.-nat. Большой , Winter Verlag Heidelberg 1914, 5.
- О повторяющихся пупочных коликах у детей старшего возраста, Berliner Klinische Wochenschrift 1914, 8.
- О замечательном случае кори, ежемесячно для педиатрии XIV том № 1, Лейпциг 1916, 2 страницы.
- с Карлом Теммерманом Ноэггератом: Меморандум об учреждении центрального офиса по охране материнства и детства в Великом герцогстве Баден. Департамент охраны материнства и детства, журнал по защите младенцев и детей ясельного возраста, Silke Berlin 1917.

## Достижения
Следующие медицинские открытия и достижения связаны с Эрнстом Моро:
- микробиом в нормальном тонком кишечнике новорождённых (см. Состав кишечной флоры)
- более сильные бактерицидные свойства в крови детей на грудном вскармливании
- описание определённых болей в животе у детей как «пупочная колика».
- «Моро-Зонд» (чрескожная туберкулиновая проба)
- Описание первого триместра и рефлекса Моро (1918 г.)
- Он также опубликовал рецепт морковного супа (также называемого супом Моро). Его применение значительно снизило уровень смертности и осложнений у детей с диарейными заболеваниями и актуально в современной педиатрии, так как суп оказался эффективен против устойчивых микробов[14][15].
- В 1929 году Моро объявил о своей знаменитой «яблочной диете» для лечения диарейных состояний. Его коллега Август Хейслер указал Моро на эффект «яблочных дней» как старинного народного средства при кишечном катаре. Когда весь зал Евгении был заражён инфекцией энтерита, все дети ели сырое яблочное пюре. Дальнейшие клинические испытания подтвердили правильность исследования. По мнению Моро, содержание танинов в сырых тёртых яблоках вызывает определённые процессы детоксикации, облегчающие симптомы диспепсии и дизентерии[2].

## Награды
- 1938 Почётный член Румынского педиатрического общества в Клуж (ныне Клуж-Напока)
- Симпозиум: проф. Эрнст Моро — Золотые годы педиатрии Гейдельберга, 20. Февраль 2002 г. (Вольфганг У. Эккарт и Георг Ф. Хоффманн)[4]
- Мемориальная доска Эрнсту Моро на его частном доме, Гейдельберг Моцартштрассе 10; открыт 8. Декабря 2004 г. по случаю 130-й годовщины День рождения[16]
- " Дом Эрнста Моро ": Здание 6155 больницы Гейдельбергского университета (Im Neuenheimer Feld 155; HeiCuMed = Heidelberg Curriculum Medicine) названо в честь Эрнста Моро. В этом здании в настоящее время (2017 г.) находится «Отделение психоонкологии клиники общей клинической медицины и психосоматики».
- Выставка «Золотые годы педиатрии Гейдельберга: педиатр Эрнст Моро», Архив Гейдельбергского университета с 1 по 31. Январь 2017[4]
- Архив Гейдельбергского университета: Изображение месяца Январь 2017: Эрнст Моро.[17]
- Архив Гейдельбергского университета, витрина (14. Ноябрь 2017 — 26. Апрель 2018 г.; Продление до марта 2019 г.): Эрнст Моро — Золотые годы педиатрии Гейдельберга[18]